# Albrechtice (ort i Tjeckien, Pardubice)
Albrechtice är en ort i Tjeckien.   Den ligger i regionen Pardubice, i den östra delen av landet, 160 km öster om huvudstaden Prag. Albrechtice ligger 391 meter över havet och antalet invånare är 516.
Terrängen runt Albrechtice är kuperad åt nordost, men åt sydväst är den platt. Runt Albrechtice är det ganska glesbefolkat, med 43 invånare per kvadratkilometer. Närmaste större samhälle är Lanškroun, 2,9 km sydväst om Albrechtice. Trakten runt Albrechtice består till största delen av jordbruksmark.